# The New Tomorrow
The New Tomorrow är en nyzeeländsk TV-serie. Det är en uppföljare på serien The Tribe.

## Handling
Ett virus har tagit kål på alla vuxna och barnen tvingas att klara sig själva. The New Tomorrow är en fristående uppföljare till serien "The Tribe". Stammarna i serien heter The Ants, The Privileged(Privs), The Barbs och The Warps.  Serien tar upp lite lättare "problem" och sakerna som händer är inte lika drastiska. Skådespelarna är också yngre. Sky är inte med i någon stam utan letar efter sin bror. Han vill att alla stammar ska komma överens. Skogen är full av farliga maskiner som patrullerar i "The Forbidden Zone" mitt i skogen mellan stammarnas revir. Det är också dit The Privs låter sina slavar gå om de är olydiga. The Privs vill ha hela världen i sin hand och tänker MYCKET på sitt utseende. Deras ledare heter Flame. The Barbs ledare Zora är en skicklig jägare och passar som ledare i jägarstammen. Faygar tror blint på "Frälsaren" Bray som ska komma en dag och stoppa den onde Zoot. Hon ger alla i The Ants hopp som deras ledare. The Warps är krigare åt The Privs och deras liv är hårt. Deras ledare Shadow Drömmer om mer makt.

### Fotnoter
1. ↑  läs online, wn.com .[källa från Wikidata]